# Microdrosophila quadrata
Microdrosophila quadrata är en tvåvingeart som först beskrevs av Sturtevant 1916.  Microdrosophila quadrata ingår i släktet Microdrosophila och familjen daggflugor. Inga underarter finns listade i Catalogue of Life.